# Arieșeni (gmina)
Arieșeni (niem. Leppusch; węg Lepus) – gmina w zachodniej Rumunii, w okręgu Alba (Siedmiogród). Najbliższym duzym miastem jest położone 120 km na wschód Alba Iulia. Największe miasto regionu - Kluż-Napoka leży 141 km na południowy wschód. Arieșeni jest ośrodkiem sportów zimowych.

## Krótki opis
W 2011 roku gmina miała 1765 mieszkańców, z których znaczna większość jest wyznania prawosławnego. Arieşeni składa się z osiemnastu wiosek: Arieșeni, Avrămești, Bubești, Casa de Piatră, Cobleș, Dealu Bajului, Fața Cristesei, Fața Lăpușului, Galbena, Hodobana, Izlaz, Păntești, Pătrăhăițești, Poienița, Raviceşti, Ștei-Arieșeni, Sturu i Vanvuceşti.

## Demografia
Skład etniczny według spisu z 2011 roku:
- Rumuni – 1726 (97,79 %)
- Niemcy – 3 (0,17 %)
- nieokreślona przynależność – 36 (2,04 %)

## Galeria

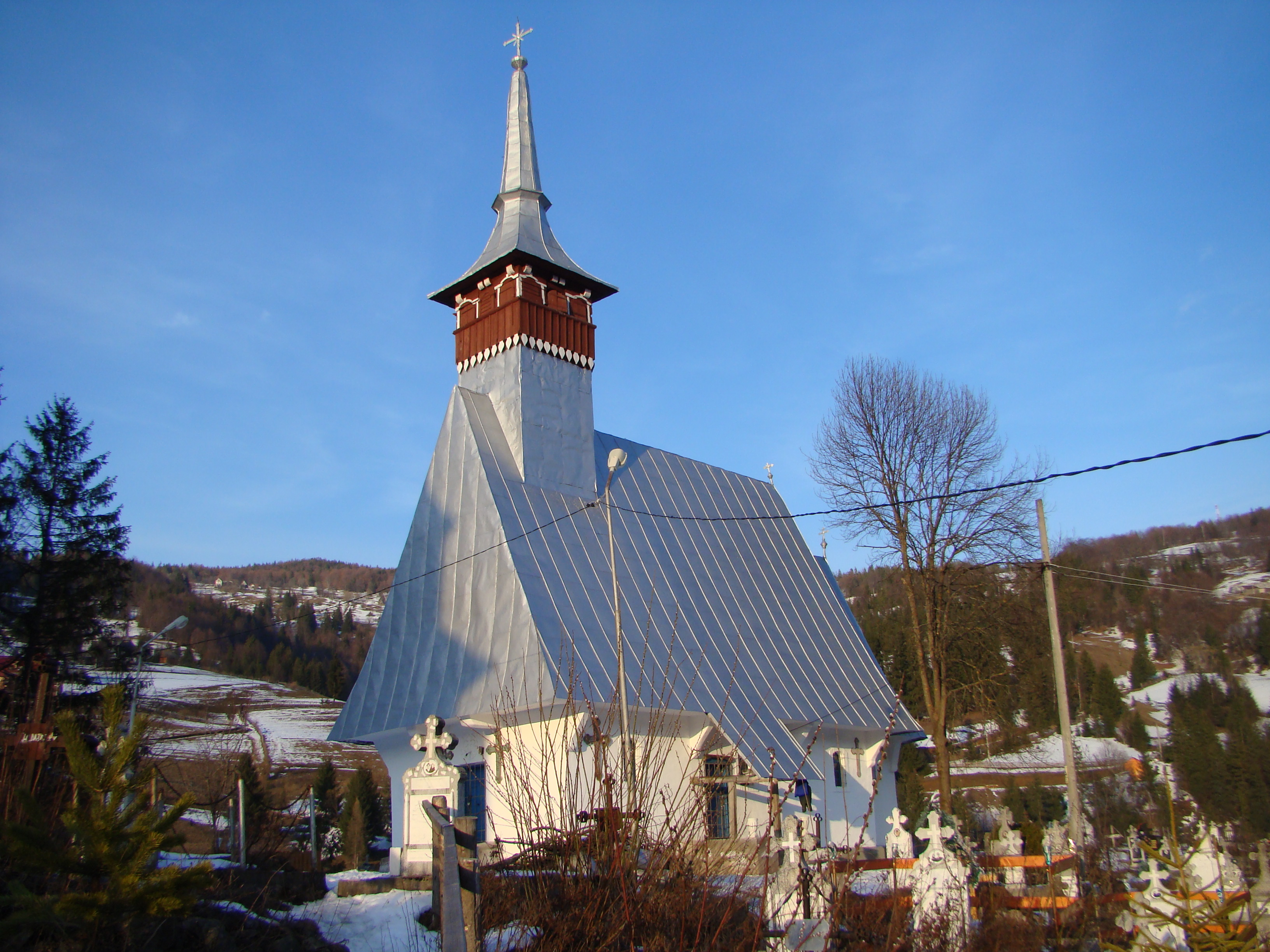
Kościół w Arieșeni
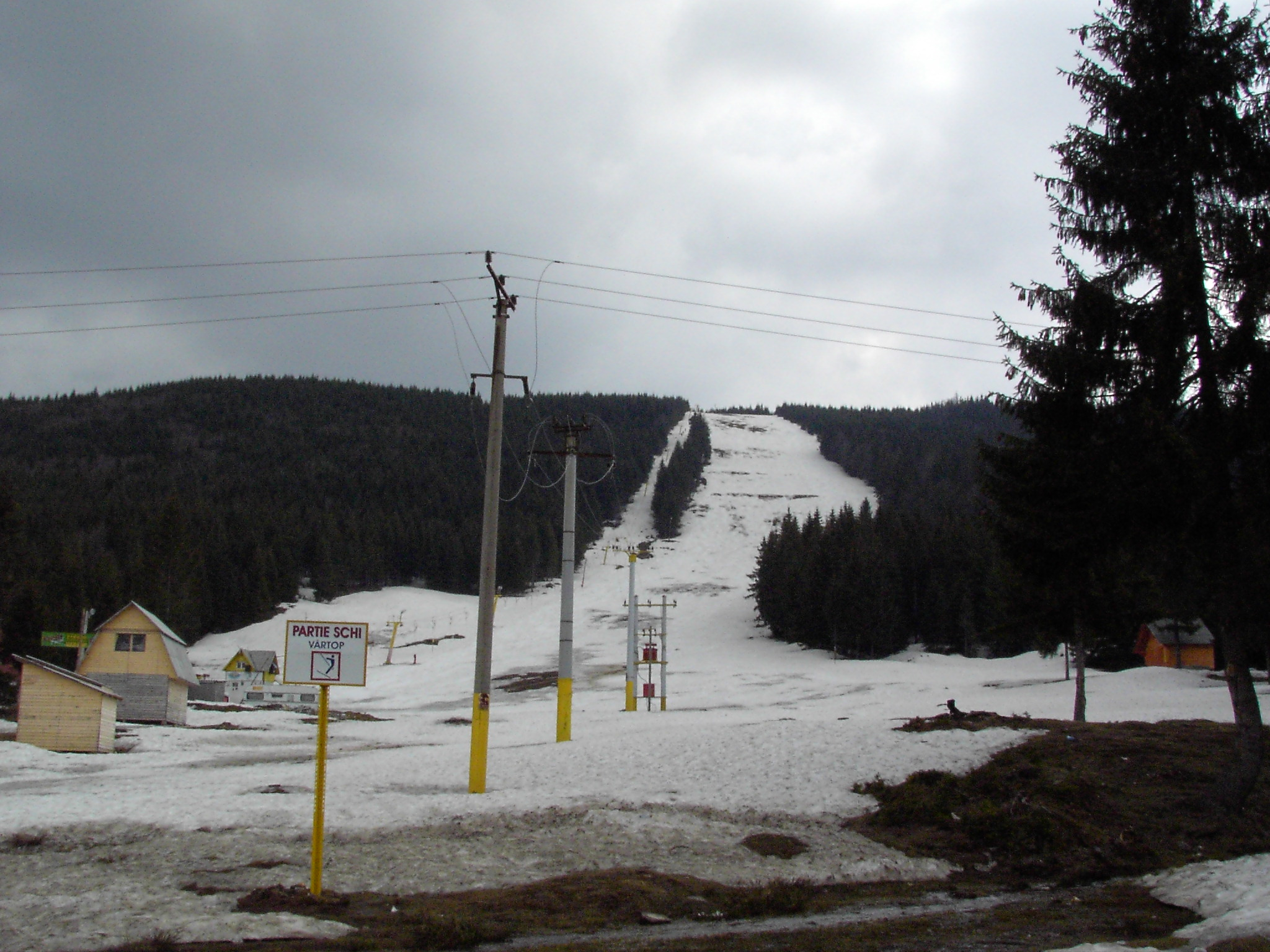
Stary stok narciarski
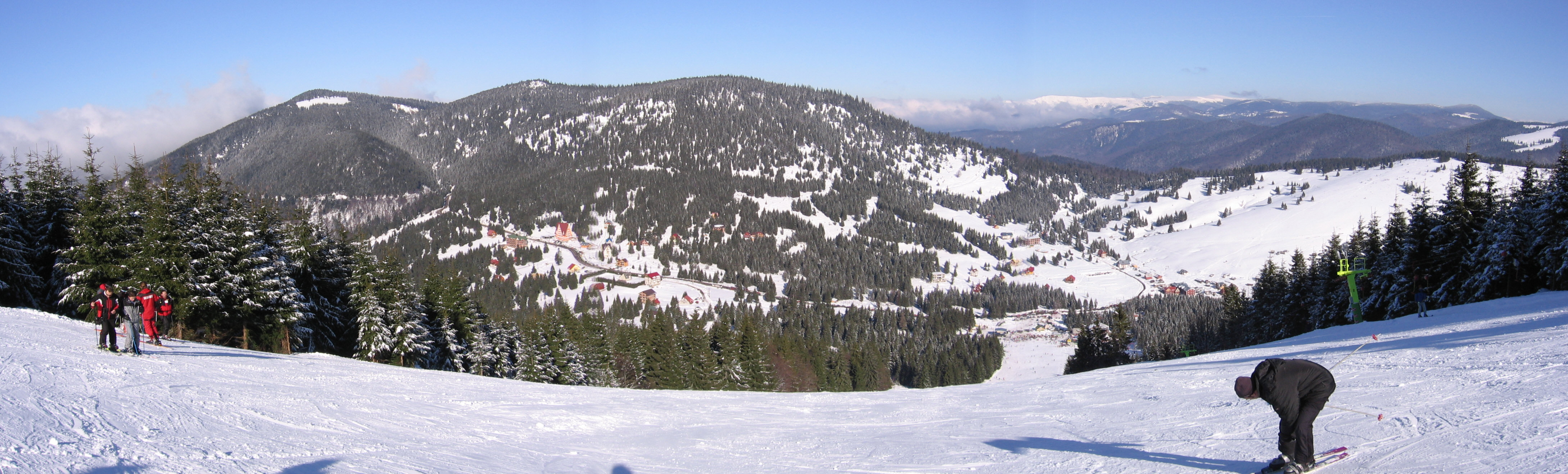
Stoki narciarskie